# アンナ・イェシェン
アンナ・イェシェン（Anna Marta Jesień、旧姓Olichwierczuk、1978年12月10日 - ）はポーランドの陸上競技選手、専門はハードルおよび短距離走。マゾフシェ県ソコウフ・ポドラスキ近郊のコストキ出身。2003年-05年ポーランド選手権女子400mH、2006年女子400mの優勝者かつ女子400mHのポーランド記録保持者。
2002年ミュンヘンで開催されたヨーロッパ陸上競技選手権大会400mHにおいて3位となり銅メダルを獲得、4年後イェーテボリで開催された同選手権400mHでは6位となった。
2000年シドニーオリンピックおよび2004年アテネオリンピックでは400mHポーランド代表として出場したが、ともに予選通過はならなかった。2008年北京オリンピック400mHでは54秒29を記録し5位となった。
2005年世界陸上競技選手権ヘルシンキ大会400mHでは4位となった。2007年世界陸上競技選手権大阪大会400mHでは53秒92をマークし3位に入ったほか、予選では53秒86を記録し女子400mHのポーランド記録を更新している。2009年の世界陸上競技選手権ベルリン大会では予選落ちとなった。

## 記録
- 400m - 51秒74（2007年）
- 400mハードル - 53秒86（2007年）ポーランド記録